# Ana María Polo
Ana María Polo González (La Habana, 11 de abril de 1959) es una abogada y presentadora de televisión cubana-estadounidense. Es conocida por crear y conducir el programa de televisión Caso cerrado.

## Biografía
Nació el 11 de abril de 1959 en La Habana. Sus padres son Joaquín Polo y Delia González. A los dos años de edad, emigró con su familia a Puerto Rico, donde estudió en la Academia del Perpetuo Socorro. Formó parte del coro del musical Jubilee, que fue invitado por el papa Pablo VI para cantar en la Basílica de San Pedro como parte de las celebraciones del Año Santo de 1975.Luego de terminar sus estudios en Puerto Rico y al ser mayor de edad, se radicó en Miami.
En Miami conoció a su primer marido, con el que se casó a los diecinueve años de edad. Al poco tiempo, quedó embarazada, pero a los cuatro meses de gestación, la pareja perdió al bebé que esperaban y se acabaron separando tiempo después. Tuvo un hijo de crianza, Peter, y se casó nuevamente en 2001. Estudió en la Universidad Internacional de Florida, donde recibió el grado de licenciada en Ciencias Políticas (1979-1983).[cita requerida] Luego, estudió y recibió el grado en Derecho de la Universidad de Miami (1983-1987). Actuó en la película Y tú mamá también, junto con Diego Luna, en un corto papel.[cita requerida]
Ya como abogada, se especializó en derecho de familia y está autorizada para ejercer en el estado de Florida. En lo que ella describe como su experiencia más terrible como juez árbitro, fue testigo del asesinato de una mujer por parte de su excónyuge, justo después de que ella divorció a la pareja. Polo no fue dañada por el asesino, sin embargo siempre mostró su dolor por lo sucedido.
En más de alguna oportunidad ha mencionado su repudio a asuntos como el machismo, la violencia intrafamiliar y la injusticia, especialmente cuando se dan con personas de nivel socioeconómico bajo o discriminados en cualquier forma.[cita requerida] Además, ella es una sobreviviente del cáncer de mama, por este motivo se convirtió en portavoz de la Fundación Susan G. Komen y realiza campañas a lo largo de Latinoamérica y los Estados Unidos para la concienciación en torno a este trastorno de salud. También ha manifestado su apoyo al matrimonio homosexual.
Ha confesado que no ha vuelto a Cuba por dos motivos principales, uno de ellos es por el sacrificio que hicieron sus padres al dejar todo atrás por ideas políticas y por la disconformidad con el gobierno de Fidel y Raúl Castro.

## Carrera televisiva
Ana María Polo comenzó a aparecer en televisión el 2 de abril de 2001, en su show diario Sala de parejas, transmitido por Telemundo, donde ella solucionaba diversos casos entre parejas como árbitro. Es conocida por gritarle a los invitados que son irrespetuosos hacia ella, a otra persona en el tribunal o a la ley. Polo no actúa como jueza en el show, pero sí como árbitro que resuelve los conflictos entre los litigantes, quienes acuden al show de forma voluntaria. Los litigantes firman contratos irrevocables antes de aparecer en el programa, comprometiéndose a cumplir con la decisión que Polo determine. Estas decisiones son legalmente obligatorias y pueden ser forzadas a cumplirse.
En la emisión de Sala de parejas del 11 de septiembre de 2002, el show fue dedicado a las víctimas de los atentados del 11 de septiembre de 2001. En ese capítulo, Polo no presentó a ninguna pareja de litigantes. En vez de eso, conversó con familiares de algunas víctimas y cantó una canción dedicada a ellos hacia el final del show.[cita requerida]
El 14 de abril de 2005, su show fue renombrado como Caso cerrado y el formato fue alterado respecto a la cantidad de casos que puede recibir por programa. Así como también se incluyeron nuevas secciones dentro del show, donde ella ayuda educando a la audiencia sobre una variedad de temas relacionados con el derecho. Junto con el nuevo formato, se creó una canción para el programa, cuya letra fue escrita por ella misma.
Desde 2008 ha tenido una especial relación con Chile, llegando a visitar en tres oportunidades este país. En tales viajes, ha sido siempre invitada a diversos programas de Mega (canal transmisor de Caso cerrado en Chile desde enero de 2008 hasta diciembre de 2014), como ¿Sabes más que un niño de 5.º básico?, Mucho gusto, Mira quién habla y Morandé con compañía. Sin embargo, en su segundo viaje (realizado en octubre de ese mismo año) confirmó una nueva visita para fines de noviembre, pero esta vez para conducir una de las secciones de la Teletón 2008 como uno de los tres representantes de Mega. Al mismo tiempo aprovechó para grabar la versión chilena de Caso cerrado, que fue emitida durante 2009. Anteriormente, había sido invitada en 2005 por el programa De pe a pa de Televisión Nacional de Chile. También fue invitada a la versión 2015 del Festival Internacional de la Canción de Viña del Mar, desfilando en la Gala del evento transmitido por Chilevisión (que emitió Caso cerrado en Chile entre 2015 y 2017).
En 2010, después de su regreso a los casos reales, sigue grabando Caso cerrado a la vez que conduce un nuevo programa llamado Persiguiendo injusticias, también por Telemundo. Además tuvo especial participación en el programa realizado para el auxilio de las familias afectadas por el terremoto de Chile de 2010, Chile ayuda a Chile. Además, su programa Caso cerrado sacó una nueva edición llamada Caso cerrado: Edición estelar, la cual ha tenido mucho éxito a nivel internacional y comparte otra edición llamada Caso cerrado: Los Ángeles, grabada desde Los Ángeles, California.
Ese mismo año, Caso cerrado fue nominado a un Premios Daytime Emmy, en la categoría "programa legal/de corte sobresaliente". Esta nominación fue la primera recibida para un programa de televisión de una cadena en español en Estados Unidos.